# Jacob Baden Olrik
Jacob Baden Olrik (8. september 1802 i Helsingør – 29. december 1875 i Helsingør) var en dansk politiker.
Han var en søn af rådmand og hospitalsforstander Holger Ludvig Olrik (13. december 1769 – 3. september 1824) og Anna Sophie f. Hellesen (1774 – 22. juni 1857), fødtes i Helsingør, blev 1821 student fra sin fødebys lærde skole og 1826 juridisk kandidat, fungerede derefter i 3 år som fuldmægtig hos politimesteren i Helsingør, udnævntes 1829 til auditør ved Artilleriet og 1833 til byfoged og politimester i Helsingør, hvilken stilling han 1849 ombyttede med embedet som borgmester og auktionsdirektør sammesteds; som sådan virkede han indtil sin død, 29. december 1875 i Helsingør. 1839 blev han kancelliråd og avancerede 1850 derfra til etatsråd. Med stor kraft, iver og dygtighed varetog han sin embedsgerning og gjorde ved enhver lejlighed alt for at befordre Helsingørs opkomst og fremgang, ikke mindst efter den kalamitet, som Øresundstoldens ophør medførte for byen. 1842 blev han direktør for Det helsingørske Dampskibsselskab.
Han nød da også stor højagtelse og almindelig tillid i sin embedskreds. Som repræsentant for denne var han medlem af den grundlovgivende Rigsforsamling og senere fra 29. december 1849 til 3. juni 1853 og atter 23. juni - 18. oktober 1866 og 5. november 1867 til 1. oktober 1874 medlem af Rigsdagens Landsting for 2. kreds, hvor han, der i politisk henseende sluttede sig til centrum, øvede en ikke ringe indflydelse for flere, særlig kommunale, sagers vedkommende. 29. marts 1864 blev Olrik også medlem af Rigsrådets Landsting.
Olrik blev 1839 virkelig kancelliråd, 18. september 1843 Ridder af Dannebrog, 1850 virkelig etatsråd og 24. april 1859 Dannebrogsmand.
26. april 1834 ægtede han i Sorø Klosterkirke Helene Christine Rosenørn (19. maj 1813 – 23. september 1892), en datter af generalkrigskommissær Peter Otto Rosenørn og Eleonore f. Hellesen.